# Geoffrey Tandy
Geoffrey A. Tandy (* 1900 in  Chaddesley Corbett, Worcestershire; † 1969) war ein britischer Algologe am Natural History Museum in London. Bekannt wurde er auch durch seine nachrichtendienstliche Tätigkeit am Bletchley Park während des Zweiten Weltkrieges. Hier war er an der Entzifferung von Nachrichten der Wehrmacht beteiligt.

## Werdegang

### Wissenschaftliche Ausbildung und Tätigkeit

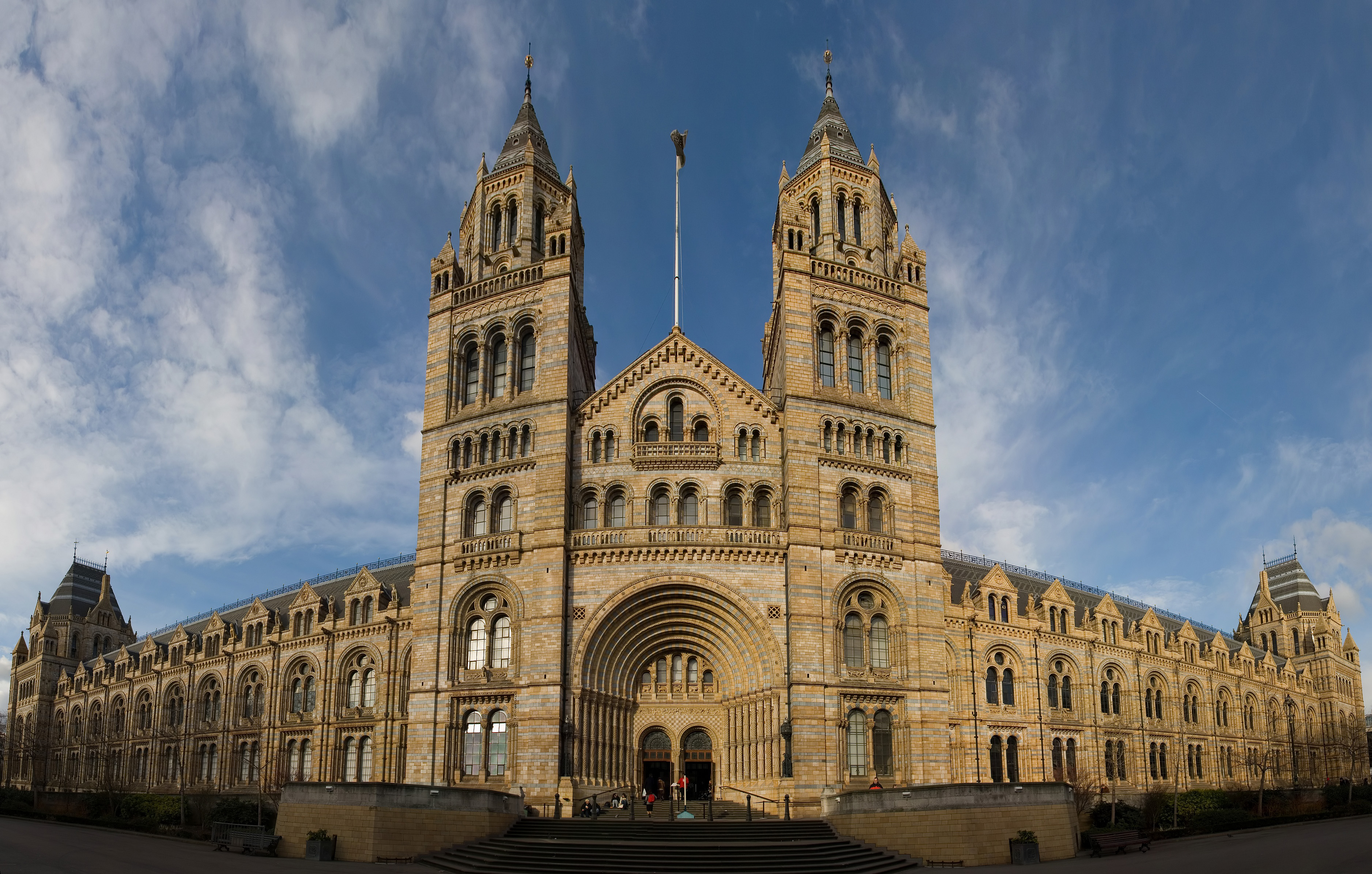
Das Natural History Museum in London (Foto 2006)

Tandy besuchte zunächst die Grammar School in Kidderminster, später die Cathedral School in Salisbury. 1918 trat er in die Royal Field Artillery ein und erreichte den Rang eines Second Lieutenant. Nach einem Militärstipendium erwarb er 1921 den akademischen Grad eines Bachelor an der University of Oxford. Zwischen 1922 und 1926 war er Forschungsstudent und Dozent am Birbeck Collage, welches Teil der University of London ist.
Ab 1926 war er als Wissenschaftlicher Mitarbeiter in der botanischen Abteilung am Natural History Museum in London tätig. Schwerpunkte seiner Arbeit waren Meeresalgen und Monokotyledonen. Zwischen 1928 und 1929 war er an einer Expedition zum Great Barrier Reef beteiligt. 1931 und 1932 war er jeweils als Gastforscher auf den Dry Tortugas für das Carnegie Institution of Washington tätig.

### Nachrichtendienstliche Tätigkeit

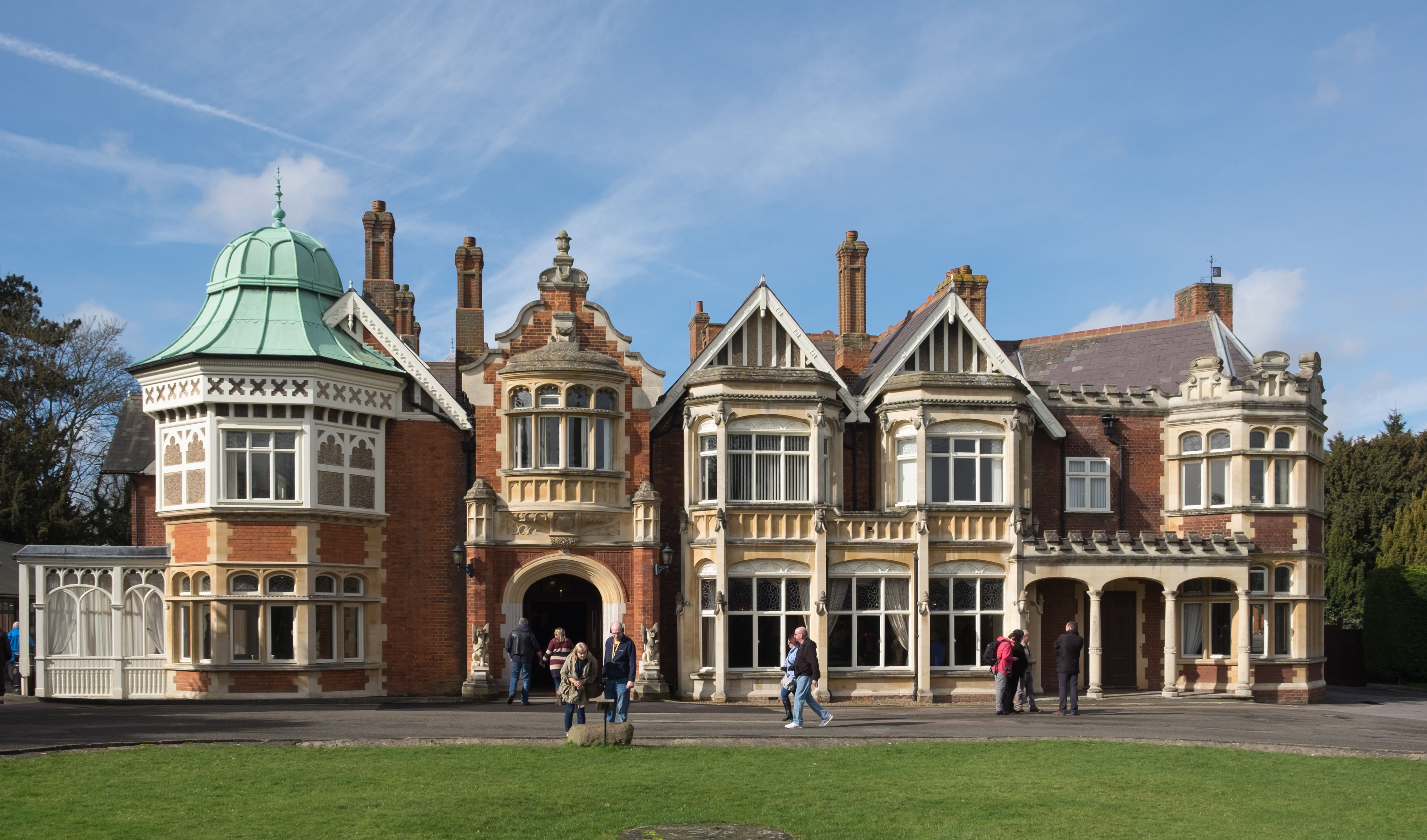
Bletchley Park, ehemals Ort geheimer Codeentschlüsselung, heute ein Museum (Foto 2017)

1939 trat Tandy der Royal Naval Volunteer Reserve bei und wurde am Bletchley Park eingesetzt, hier waren während des Zweiten Weltkrieges Spezialisten aus unterschiedlichsten Bereichen mit der Entschlüsselung verschlüsselter Nachrichten der Wehrmacht tätig. Er war zuständig für erbeutete Unterlagen, später leitete er die technische Nachrichtenabteilung.
Einigen Quellen zur Folge soll Tandy hier eingesetzt worden sein, weil er als Experte auf dem Gebiet der Kryptogame galt. Kryptogame sind niedere Pflanzen, so auch Algen. Mitarbeiter des britischen Geheimdienstes hätten demnach diesen Fachausdruck mit dem Begriff Kryptogramm vertauscht, hierunter versteht man mathematische Rätsel oder auch Geheimtexte. Tandy soll dennoch weiter am Bletchley Park verblieben sein, weil der Fehler erst aufgefallen sei, als er schon Einblick in das als streng geheim eingestufte Entschlüsselungsprojekt bekommen habe. Tandy habe schließlich seine Expertise anwenden können, als es galt, erbeutete aber durchnässte Codebücher lesbar zu machen. Der Bletchley Park selbst verweist auf einen Kommentar in der National Post. Demnach sei Tandy nicht zufällig in Bletchley Park gewesen, sondern einer der zahlreichen Spezialisten aus den unterschiedlichen Fachbereichen.

### Späterer Werdegang
1948 wechselte Tandy ins britische Außenministerium. Zeitgleich endete seine Anstellung am Natural History Museum.
1958 ging er in den Ruhestand.

## Privates / Freundschaft mit T. S. Eliot
Tandys Eltern besaßen einen Pub in Chaddesley Corbett. In erster Ehe war Tandy mit Doris May Ellis, genannt Polly verheiratet, diese brachte Kinder mit in die Ehe. In zweiter Ehe heiratete er Maire, mit dieser hatte er fünf Kinder, darunter auch Genista McIntosh, Baroness McIntosh of Hudnall.
Geoffrey Tandy war eng mit dem späteren Literaturnobelpreisträger T. S. Eliot befreundet. Dieser war auch Pate einer Tochter der Tandys. 1937, zwei Jahre vor der schriftlichen Veröffentlichung verlas Geoffrey Tandy Gedichte aus dem Band Old Possum’s Book of Practical Cats im BBC-Radio. Zahlreiche Briefe von Eliot an die Familie Tandy werden in der British Library verwahrt.